# United Airlines-vlucht 585
United Airlines-vlucht 585 werd uitgevoerd met een passagiersvliegtuig van het type Boeing 737-291, dat op 3 maart 1991 neerstortte tijdens een vlucht van Greater Peoria Regional Airport naar Stapleton International Airport. Niemand  overleefde de ramp.

## Ongeluk
Toen het vliegtuig de landingsbaan naderde, rolde het toestel plotseling naar rechts en begon te dalen. Pogingen het toestel weer recht te trekken waren onsuccesvol. Terwijl het toestel snel daalde, nam de versnelling toe tot 4g. De 737 stortte neer vlak bij Widefield Park.
De piloot van het vliegtuig was Patricia Eidson. Ze was de tweede vrouwelijke piloot die omkwam bij een ongeluk met een Amerikaans vliegtuig. De eerste pilote die dit overkwam was Zilda A. Spadaro-Wolan, in het Henson Airlines-vlucht 1517-ongeluk op 23 september 1985.

## Onderzoek
Het onderzoek van de NTSB nam een jaar en negen maanden in beslag.
Hoewel de flightdatarecorder (FDR) zwaar was beschadigd aan de buitenkant, was de tape binnenin nog heel en de data bruikbaar. De FDR registreerde slechts vijf parameters: richting, hoogte, snelheid, normale versnelling (in G-krachten) en microphone keying. De data bleek niet voldoende om te achterhalen wat er gebeurd was. De NTSB vermoedde dat het richtingsroer van het vliegtuig het had begeven, maar er was niet genoeg bewijs om deze theorie te ondersteunen.
Het eerste NTSB-rapport, dat werd uitgebracht op 8 december 1992, bevatte wel wat theorieën, maar geen definitieve conclusie over de oorzaak van het ongeluk.

## Oorzaak
In 1994 vond een soortgelijk ongeluk plaats, ditmaal met een toestel van US Airways. Ook dit ongeval bleef in eerste instantie onopgelost, al stelde de NTSB wel vast dat er overeenkomsten waren met vlucht 585. In 1996 vond wederom een soortgelijk incident plaats, ditmaal met Eastwind Airlines-vlucht 517. Ditmaal kon het toestel veilig landen, waardoor de NTSB beter onderzoek kon doen. Uit dit onderzoek bleek de oorzaak van alle drie de ongevallen: de power control unit (PCU) bleek niet volledig bestand tegen de grote temperatuurswisselingen tijdens een vlucht. De PCU kon, onder bepaalde omstandigheden, eerst blokkeren en daarna verkeerd om reageren, dus de andere kant op sturen dan de piloten aangaven. Hierdoor verloren de piloten de controle over het vliegtuig. Bij het incident met het Eastwind Airlines-toestel is de PCU uit zichzelf weer uit de storing gekomen, waardoor de piloten weer de controle terugkregen en alsnog een veilige landing konden uitvoeren.